# Renato Rezende
Renato Rezende (Poços de Caldas, 28 de fevereiro de 1991) é um ciclista brasileiro. 
Foi o primeiro ciclista brasileiro a representar o país em provas de BMX, e foi o primeiro brasileiro a chegar na fase final do campeonato mundial da categoria, acabando na sexta posição.

## Trajetória
Mudou-se com a família para Varginha, em Minas Gerais, quando tinha apenas um ano. Filho de um professor de jiu-jitsu, aos sete anos, já em Poços de Caldas, negociou com dois atletas de BMX para que eles lhe ensinassem o ciclismo e, em troca, seu pai lhes ensinaria artes marciais, ideia acolhida pelo pai quando percebeu o interesse do filho pelas bicicletas.
Decidiu se profissionalizar quando o BMX tornou-se esporte olímpico, em 2008, na Olimpíada de Pequim.
Foi aos  Jogos Olímpicos de 2012 em Londres, sendo o primeiro ciclista brasileiro a representar o país nessa modalidade. Sofreu uma queda nas quartas de final e lesionou o ombro.
Participou dos Jogos Olímpicos do Rio de Janeiro em 2016, mas foi eliminado nas quartas de final.
Atualmente Rezende está morando em poços de Caldas MG

## Principais conquistas[5]
- Bronze nos Jogos Sul-Americanos de Medellín em 2010
- Campeão mundial Elite Cruiser em 2010
- Ouro (BMX) e prata (time trial) nos Jogos Sul-Americanos de Santiago em 2014
- Bicampeão pan-americano em 2014 e 2015

## Moutain Bike
Em 2022 Rezende decidiu migrar para o Mountain Bike, fazendo parte da equipe de bike Redstone e em 2023 se ingressou ao time da renomada marca de bicicletas TSW no projeto TSW SRAM TEAM, junto com mais duas atletas.
Nessa trajetória, Renato chegou a final do Campeonato Pan Americano de XCE, em abril de 2023, que aconteceu na cidade de Congonhas - MG. Liderando na última volta para o titulo, Renato sofreu uma queda em uma das escadarias e acabou ficando sem o primeiro lugar, resultando na Quarta Colocação no Pan Americano de XCE em um dos seus primeiros anos no Moutain Bike.